# AES3
AES3 또는 AES/EBU는 프로페셔널 오디오 장치 간 디지털 오디오 신호를 주고받기 위한 표준이다. 하나의 AE3 신호는 밸런스트 라인, 언밸런스트 라인, 광섬유 등 여러 전송 매질을 통해 2채널의 PCM 오디오를 전달할 수 있다.
AES3는 오디오 엔지니어링 소사이어티(AES)와 유럽 방송 연맹(EBU)에 의해 공동 개발되었다. 이 표준은 1985년 처음 게시되었으며 1992년과 2003년에 개정되었다. AES3는 국제전기기술위원회의 표준 IEC 60958로 통합되었으며 S/PDIF라는 이름의 소비자형 인터페이스에서 이용이 가능하다.

## 역사 및 개발
프로페셔널과 가정 내 오디오 장비의 디지털 오디오 상호 연결을 위한 표준 개발은 1970년대 말에 시작되었으며 이는 오디오 엔지니어링 소사이어티와 유럽 방송 연맹 간 공동의 노력을 통해 이루어졌고 1985년 AE3이 출판되기에 이르렀다. AES3 표준은 1992년과 2003년 개정되었고 AES와 EBU 버전으로 출판되었다. 초기에 이 표준의 이름은 AES/EBU였다.
각기 다른 물리적 연결을 사용한 변종은 IEC 60958에 명시되어 있다. 이것들은 소비자 시장에서 흔히 볼 수 있는 연결을 사용하는 가정내 하이파이 환경에서 사용하기 위한 AES3 소비자용 버전이다. 이 변종들은 S/PDIF로 알려져 있다.

## 관련 표준

### IEC 60958
IEC 60958(과거명: IEC 958)은 디지털 오디오 인터페이스의 IEC 표준이다.
표준은 여러 부분으로 구성된다:
- IEC 60958-1: General
- IEC 60958-2: Software Information Delivery Mode
- IEC 60958-3: Consumer applications
- IEC 60958-4: Professional applications
- IEC 60958-5: Consumer application enhancement

### AES-2id
AES-2id는 AES3 인터페이스 사용을 위한 디지털 오디오 공학-가이드라인에 대해 AES(Audio Engineering Society)가 출판한 AES 정보 문서이다.

## 같이 보기
- ADAT 라이트파이프
- AES-2id
- MADI

## 추가 문헌
- European Broadcasting Union, Specification of the Digital Audio Interface (The AES/EBU interface) Tech 3250-E third edition (2004)
- Watkinson, John (2001). 《The Art of Digital Audio Third Edition》. Focal Press. ISBN 0-240-51587-0.
- Watkinson, John (August 1989). 〈The AES/EBU Digital Audio Interface〉. 《UK Conference: AES/EBU Interface》. EBU-02.
- Emmett, John (1995). “Engineering Guidelines: The EBU/AES Digital Audio Interface” (PDF). 유럽 방송 연맹.
- AES-2id-2006: AES information document for digital audio engineering — Guidelines for the use of the AES3 interface. (Downloaded from the AES standards web site; see external links)
- Mark Yonge (June–July 2005). “AES3 Channel Status Revisited” (PDF). 《Line Up》 (101): 20–22. 2015년 5월 1일에 원본 문서 (PDF)에서 보존된 문서. 2013년 9월 1일에 확인함.
- “AES3 / AES-EBU channel status byte settings”. 2012년 2월 22일에 원본 문서에서 보존된 문서. 2020년 1월 4일에 확인함.